# スターファイターズ
『スターファイターズ』は、レーザーディスク株式会社がMSX向けに制作し1984年に販売したレーザーディスクゲームソフトウェアである。
MSX本体による画面表示とレーザーディスクからの高品位な映像を組み合わせた独自のゲームプレイが可能である。
ゲームの背景に表示される3DCGはスーパーミニコンVAX-11/780によって制作されており、当時の家庭用機器では到底不可能な緻密なCG映像が特徴。

## ストーリー
超光速航法の開発が外宇宙への扉を開き、人類は「銀河時代」を迎えていた。僅か1世紀の間に人類は18の恒星系に根を下ろし、人類の活動圏は太陽系を中心に15光年の彼方まで拡大していた。
しかし外宇宙植民地において発生した暴動が独立運動へと発展し、世界は地球陣営と反地球陣営の2勢力に色分けされていた。
新たに独立したプロキオン星を中心とするプロキオン連邦は一層の外宇宙進出を望んでいたが、拡大を望まない地球陣営 惑星統合政府との間で対立を起こしていた。
両陣営の対立は軍拡競争を生み、やがて惑星統合軍は、恒星を破壊することで恒星系を消滅させる究極兵器「オルフェ」を開発するに至る。
オルフェは惑星統合政府陣営の星系で開発されていたが、ソフトウェアインプットの最中にプロキオン軍コマンド部隊による襲撃を受け、内部のスーパーコンピュータにダメージを受けたオルフェは、外部からのコントロールが不可能なまま暴走してしまう。
オルフェの目標は星図の原点であり、人類の聖地である地球が属する太陽系にセットされていた。
オルフェによる太陽の破壊を阻止するため、惑星統合軍司令部は、戦略宇宙軍空母ホライズンと新鋭戦闘攻撃機スターファイターを出撃させることを決定した。

## ゲーム内容
ゲームは複数のパートによって構成されており、それぞれが独自のゲーム性を有する。
シミュレーションゲームパート
空母ホライズンおよび艦載機を操作し、敵要塞オルフェへの接近を図るシミュレーションゲーム。空母・攻撃機・偵察機を駆使し、ゲームフィールド内にワープアウトした敵要塞オルフェを索敵により発見し、敵攻撃機を退けつつ空母を一定距離まで接近させることでクリアとなる。
シューティングゲームパート
自機スターファイターを操ってオルフェに接近・突入し、オルフェ内部のスーパーコンピュータを目指すシューティングゲーム。
出撃前の兵装選択の際、スーパーコンピュータへの接続に必須となるユニットを装備しなかった場合、ゲームのクリアは不可能となる。
オルフェ内部は多数の通路によって迷路状となっており、スーパーコンピュータへ到達するには入り組んだ通路を巡り迷路を突破する必要がある。
サウンドゲームパート
スーパーコンピュータが存在する中核スペースのアクセスゲートを開くため、ゲートが備える4つのロックを音階ゲームをクリアし解除する。
パズルゲームパート
オルフェをコントロールするスーパーコンピューター内部のバグ修復を図るアクションパズルゲーム。

## 登場兵器
ホライズン
惑星統合宇宙軍所属の戦略空母。
F/A-9 スターファイター
発展型次期戦闘攻撃機計画（AFAX計画）によって開発された。反物質スラスターを装備するほか、可変機構を有することにより戦闘・攻撃両任務において最適の形態をとることを可能としている。
オルフェ
惑星統合宇宙軍が開発した恒星破壊兵器。起動後は外部からの指令を一切受け付けず、内部のスーパーコンピュータがコントロールする。起動後に決定され惑星統合宇宙軍すら把握できない航路を辿って目標とする恒星系の外縁へワープアウトし、その後は超光速飛行によって恒星の核まで突入する。
突入後、オルフェはワープドライブを再起動し、これによって発生する亜空間振動波と惑星内部の重力波を干渉させることで空間崩壊を起こさせ、恒星を消滅させる。
恒星を失った惑星系は重力バランスを失い崩壊することとなる。

## その他
- オルフェ内部の円筒形区画にて、壁の一部が点滅する演出がある。これはレンダリングプログラムのバグにより発生したものを、デバッグせずあえて演出として残したものだった[3]。
- 開発機器としてレンダリング用のVAX-11/780の他モデリング用としてPC-9801が使用され、自社開発ツールによりCG作成が行われた[4]。
- モデリング作業は、デザイン画を元に手作業で頂点座標値を拾い上げることでデータ化が行われた。
- レンダリングしたグラフィックはヤマハYGT-100のディスプレイ上に表示され、これを35mmフィルムカメラで1枚ずつ撮影する作業を繰り返すことで映像化が行われた。このため一部のシーンでは映像に糸くずが映り込んでいることが確認できる[5][6][7]。